# Joaquim Adão
Joaquim Adão, né Joao Joaquim Adão le 14 juillet 1992 dans la ville suisse de Fribourg, est un footballeur international angolais (possédant la double nationalité suisse), qui évolue au poste de milieu de terrain défensif,,,.

## Biographie
Joaquim Adao commence sa carrière professionnelle en Suisse, au FC Sion. Il est prêté en 2013 au FC Chiasso, club de deuxième division, afin de gagner du temps de jeu.
En janvier 2014, il quitte la Suisse et rejoint le club angolais du Progresso Associação do Sambizanga. Dans la foulée, il reçoit sa première sélection en équipe d'Angola, lors d'un match amical face au Mozambique.
Le 31 janvier 2018, il est prêté à Hearts.

## Statistiques
| Saison                | Club                  | Championnat           | Championnat | Championnat | Coupe(s) nationale(s) | Coupe(s) nationale(s) | Compétition(s) continentale(s) | Compétition(s) continentale(s) | Compétition(s) continentale(s) | Angola | Angola | Total | Total |
| Saison                | Club                  | Division              | M.          | B.          | M.                    | B.                    | Comp.                          | M.                             | B.                             | M.     | B.     | M.    | B.    |
| 2009-2010             | FC Sion               | Super League          | 1           | 0           | 0                     | 0                     | -                              | -                              | -                              | -      | -      | 1     | 0     |
| 2011-2012             | FC Sion               | Super League          | 1           | 0           | 0                     | 0                     | -                              | -                              | -                              | -      | -      | 1     | 0     |
| 2012-2013             | FC Sion               | Super League          | 12          | 0           | 1                     | 0                     | -                              | -                              | -                              | -      | -      | 13    | 0     |
| 2013-2014             | FC Chiasso (prêt)     | Challenge League      | 13          | 0           | 1                     | 0                     | -                              | -                              | -                              | -      | -      | 14    | 0     |
| Sous-total            | Sous-total            | Sous-total            | 27          | 0           | 2                     | 0                     | -                              | -                              | -                              | -      | -      | 29    | 0     |
| 2014                  | PA do Sambizanga      | Girabola              | 22          | 1           | -                     | -                     | -                              | -                              | -                              | 5      | 0      | 27    | 1     |
| Sous-total            | Sous-total            | Sous-total            | 22          | 1           | -                     | -                     | -                              | -                              | -                              | 5      | 0      | 27    | 1     |
| 2015                  | Kabuscorp             | Girabola              | 10          | 2           | -                     | -                     | -                              | -                              | -                              | -      | -      | 10    | 2     |
| Sous-total            | Sous-total            | Sous-total            | 10          | 2           | -                     | -                     | -                              | -                              | -                              | -      | -      | 10    | 2     |
| 2015-2016             | FC Sion               | Super League          | 2           | 0           | 2                     | 0                     | C3                             | 1                              | 0                              | 2      | 0      | 7     | 0     |
| 2016-2017             | FC Sion               | Super League          | 29          | 0           | 6                     | 0                     | -                              | -                              | -                              | 1      | 0      | 36    | 0     |
| 2017-2018             | FC Sion               | Super League          | 3           | 0           | 4                     | 0                     | C3                             | 2                              | 0                              | -      | -      | 9     | 0     |
| 2017-2018             | Hearts (prêt)         | Premier League        | 10          | 0           | 2                     | 0                     | -                              | -                              | -                              | -      | -      | 12    | 0     |
| Sous-total            | Sous-total            | Sous-total            | 44          | 0           | 14                    | 0                     | -                              | 3                              | 0                              | 3      | 0      | 64    | 0     |
| Total sur la carrière | Total sur la carrière | Total sur la carrière | 103         | 3           | 16                    | 0                     | -                              | 3                              | 0                              | 8      | 0      | 130   | 3     |

## Palmarès
FC Sion
- Finaliste de la Coupe de Suisse en 2017